# Eutypella alnifraga
Eutypella alnifraga är en svampart som först beskrevs av Göran Wahlenberg, och fick sitt nu gällande namn av Pier Andrea Saccardo 1882. Eutypella alnifraga ingår i släktet Eutypella och familjen Diatrypaceae.   Inga underarter finns listade i Catalogue of Life.